# Ryszard Kowalski (cichociemny)

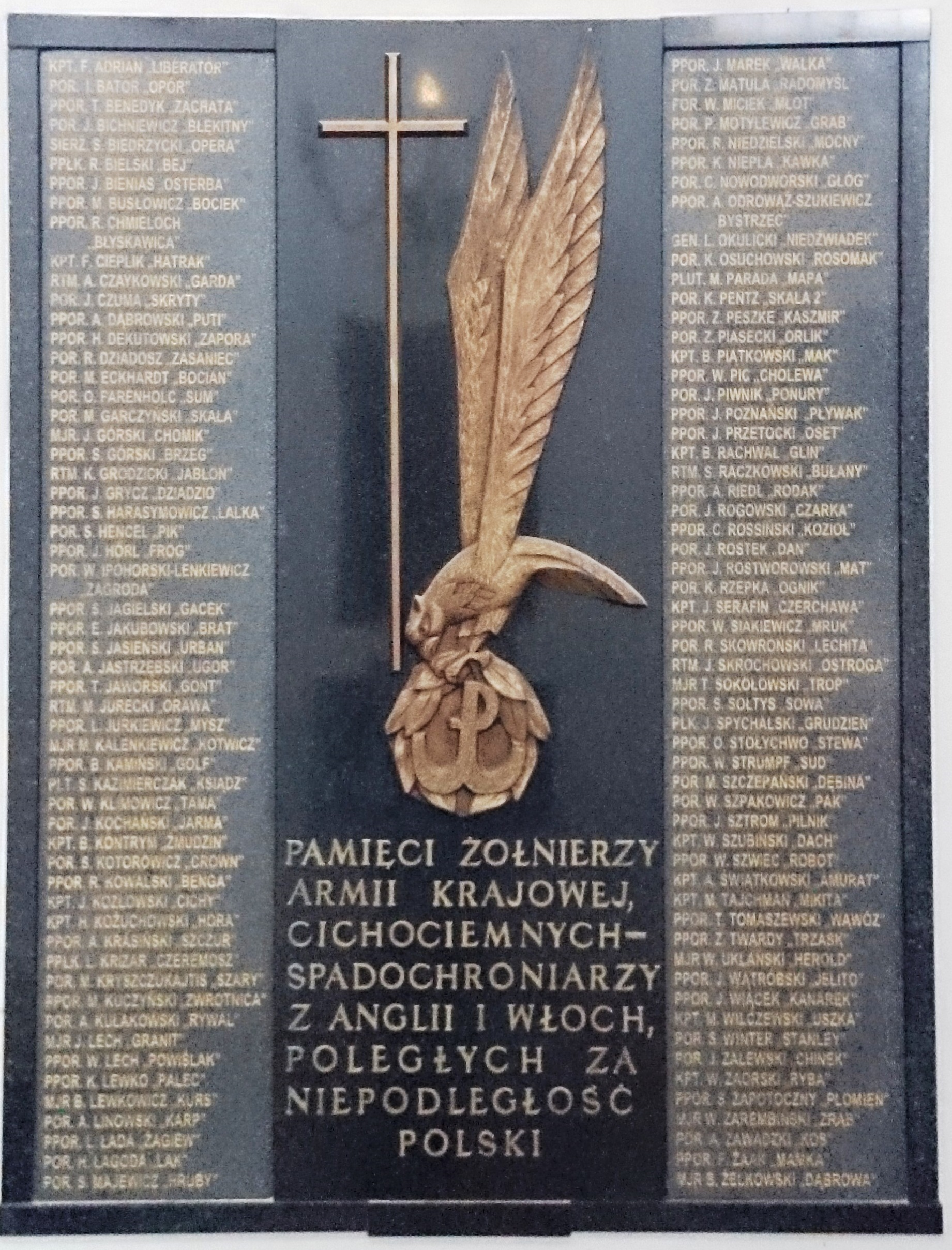
Tablica w kościele św. Jacka w Warszawie, upamiętniająca poległych cichociemnych, w tym Ryszarda Kowalskiego

Ryszard Kowalski vel Ruszard Jurkowski vel Ryszard Małyk, pseud.: Benga, Rycho (ur. 26 listopada 1919 w Sosnowcu, zm. 18 listopada 1943 w Równem) – podporucznik saperów Polskich Sił Zbrojnych i Armii Krajowej, cichociemny.

## Życiorys
Był synem Aleksandra i Marii z domu Jurkowskiej. W 1938 roku zdał maturę na Wydziale Mechanicznym Śląskich Technicznych Zakładów Naukowych w Katowicach . Od 30 września tego roku odbywał jednoroczną służbę wojskową w Szkole Podchorążych Rezerwy Saperów w Modlinie . W czerwcu 1939 został mianowany na stopień kaprala podchorążego .
We wrześniu 1939 został przydzielony do Dowództwa Saperów Sztabu Naczelnego Wodza. 19 września przekroczył granicę polsko-rumuńską. Był internowany w Rumunii. W marcu 1940 dotarł do Francji, gdzie służył w Centrum Wyszkolenia Saperów. W czerwcu 1940 roku dostał się do Wielkiej Brytanii, gdzie służył w 1 samodzielnej kompanii saperów 1 Brygady Strzelców.
Po przeszkoleniu ze specjalnością w dywersji został zaprzysiężony 24 sierpnia 1942 roku i przeniesiony do Oddziału VI Sztabu Naczelnego Wodza. Został zrzucony w Polsce w nocy z 1 na 2 października 1942 roku w ramach operacji lotniczej o kryptonimie Gimlet dowodzonej przez kpt. naw. Stanisława Króla. Z dniem 1 października 1942 został mianowany podporucznikiem .
Na placówce odbioru „Zamek” oddział żołnierzy Batalionów Chłopskich pod dowództwem sierżanta Jana Ptaszka ps. „Rzutny” przyjął zrzut broni oraz cichociemnych. Poza Kowalskim byli to: por. Władysław Klimowicz ps. Tama, ppor. Ewaryst Jakubowski ps. Brat, ppor. Marian Gołębiewski ps. Ster, ppor. Stanisław Jagielski ps. Gacek i ppor. Jan Poznański ps. Pływak.
Kowalski dostał przydział do Okręgu Wołyń AK jako instruktor, a od początku 1943 roku komendant Obwodu Zdołbunów wchodzącego w skład Inspektoratu Rejonowego Równe Okręgu Wołyń. 
W pierwszej połowie sierpnia 1943 roku został aresztowany przez Gestapo w Zdołbunowie. Rozstrzelano go w dużej grupie więźniów w więzieniu w Równem.

## Odznaczenia
- Krzyż Walecznych – czterokrotnie.

## Upamiętnienie
W lewej nawie kościoła św. Jacka przy ul. Freta w Warszawie odsłonięto w 1980 roku tablicę Pamięci żołnierzy Armii Krajowej, cichociemnych – spadochroniarzy z Anglii i Włoch, poległych za niepodległość Polski. Wśród wymienionych 110 poległych cichociemnych jest Ryszard Kowalski.